# كارل أسكيو
كارل أسكيو (بالإنجليزية: Carl Askew)‏ هو متسابق دراجات نارية أسترالي، ولد في 19 نوفمبر 1952 في سيدني في أستراليا.